# Flugplatz Verona-Boscomantico

i7
i11
i13
Der Flugplatz Verona-Boscomantico (IATA-Code: QBS, ICAO-Code: LIPN) befindet sich wenige Kilometer nordwestlich der italienischen Stadt Verona.

## Lage und Verkehrsanbindung
Der Flugplatz Verona-Boscomantico liegt im Valpòlicella-Gebiet am Fuß der Alpen, unmittelbar an der Etsch. Wenige Kilometer westlich führen die Brennerautobahn A22 und die Brennerstaatsstraße SS12 vorbei. Sowohl die Innenstadt Veronas als auch der Gardasee sind schnell zu erreichen.

## Infrastruktur und Nutzung
Der Flugplatz hat eine rund einen Kilometer lange, in Ost-West-Richtung verlaufende Start- und Landebahn (08/26) und eine parallele Rollbahn. Im Norden befindet sich ein relativ ausgedehntes Vorfeld, im Süden zwei kleinere Vorfelder, Wartungshallen andere kleinere Einrichtungen. Der Flugplatz ist Sitz des Aeroclubs Verona und anderer Luftsportvereine. Hier befindet sich eine der bedeutendsten zivilen Flugschulen Italiens. Der Flugplatz dient der Allgemeinen Luftfahrt. Der kommerzielle Luftverkehr wird am Flughafen Verona-Villafranca abgewickelt, welcher sich rund zwölf Kilometer südwestlich der Stadt befindet.

## Geschichte
Der Flugplatz Verona-Boscomantico wurde 1916 als Militärflugplatz eingerichtet und als solcher bis in die 1990er Jahre genutzt, insbesondere von Hubschraubern der Heeresflieger. Hauptnutzer ist heute der 1928 gegründete Aeroclub Verona. Im Lauf der Zeit wurden hier etliche Flugschauen abgehalten.